# رنه اشنایدر (بازیکن فوتبال)
رنه اشنایدر (به آلمانی: René Schneider) بازیکن فوتبال و مدافع اهل آلمان است که از سال ۱۹۹۵ میلادی عضو تیم ملی فوتبال آلمان بوده‌است. وی در ۱ بازی ملی حضور داشته‌است و آخرین بازی ملی خود را در سال ۱۹۹۵ میلادی انجام داد. رنه اشنایدر در بازی‌های ملی‌اش گلی به ثمر نرساند.